# 白川りさ
白川 りさ（しらかわ りさ、1983年10月14日 - ）は、日本の女性歌手、声優、女優。東京都出身。バンド「PSG」のボーカルを務めながら、スタジオ・ミュージシャンや作詞家、コーラスなどの音楽活動を中心に行っている。また、モデルやイベントコンパニオン、コスプレイヤー、ナレーターとしての活動も見られる。アプトプロ所属。血液型はA型。

## 人物
- スリーサイズはB93・W61・H89。
- いわゆる「キャスト」職としての出身はイベントコンパニオンで、レースクイーンなどを経て、現在に至る。
- 「弓弦」（ゆづる）という変名で、コスプレイヤーとしても活動。コスプレ界では、ビジュアル系コスプレイヤーとして高い知名度と人気を誇る。
- コスプレ以外にもカメラを趣味としており、よく幕張メッセや東京国際展示場等で開催される企業系展示会・見本市において、「カメコ」（「カメラ小僧」の略。）ならぬ「カメ娘」（読みは同じく「カメコ」。）を自称しながら出没し、イベントコンパニオンやモデル等（その多くは、白川自身の友人である。）を撮影して回っている。
- 以上からもあるように、自他共に認めるオタクであり、その御多分に漏れずネットやIT（情報技術）にも造詣が深く、自身の公式サイト（下記「外部リンク」参照。）の管理人をも自ら務める。
- カラオケのレパートリーは、いわゆるアニソン、すなわちアニメや特撮の主題歌・劇中歌ばかりなため、オタクでない友人とカラオケに行くと、歌える曲が無くて困る。逆に、オタク仲間と行く際には1番のみしか歌わないルールなため、イレギュラーで2番を歌うことになると緊張する。

## 音楽関係

### パチンコ・ゲームボーカル
2008年
- NO.99（パチンコCRウイングマンオリジナルソング）
- 夕陽のセピア（パチンコCRウイングマンオリジナルソング）

2009年
- 夜桜（パチンコCR風雲新撰組オリジナルソング）
- Summe☆Magic（PCゲーム「甘艶母」OP主題歌）

2010年
- はれがく！（PCゲーム「はれがく！」OP主題歌）
- story（PCゲーム「精霊天翔 〜クリスタルフレンズ〜」ED主題歌）

2011年
- sweet party（PCゲーム「乳巫女」OP主題歌）

### 同人作品
2008年
- 「ムゲンノ音 infinity note」AT project
  - 01.誓い星

### コーラス
- シングル「Punp Up」 長澤奈央
- アルバム「Trip Lip」 長澤奈央

### カバー作品
- 日本コロムビア『TVこどものうた』シリーズ ヴォーカル  
  - DANZEN!ふたりはプリキュア
  - あしたになあれ
  - 願い事一つだけ
  - おジャ魔女でBAN2
  - あぁ！いいな
  - 愛のうた
  - 来て来てあたしンち
  - ミニモニ。じゃんけんぴょん!
  - 他ヴォーカル曲多数収録
- 日本コロムビア『みんなのうた』
  - わたしのふるさと ヴォーカル
- その他コーラス参加作品多数

### 作詞
2010年
- はれがく！（PCゲーム「はれがく！」OP主題歌）
- story（PCゲーム「精霊天翔 〜クリスタルフレンズ〜」ED主題歌）
- 誓い星（東方Project 二次創作 オムニバスアレンジ「ムゲンノ音 infinity note」AT project）

2011年
- sweet party（PCゲーム「乳巫女」OP主題歌）

### ユニット
- 8bitミュージックユニットPSGに参加
  1. スロット「スターマンアイズ」オリジナルソング3曲
- アルバム
- 『PSG〜PicopicoSoundGeneration〜』（2007年7月25日、EXAT-01）
  1. 魔法大漢 ブラズァ〜☆ガイ - PCエンジンゲーム『超兄貴』新主題歌（トリビュートソング）
  2. ハッピー☆マテリアル - TVアニメ『魔法先生ネギま!』OP主題歌
  3. プラチナ - TVアニメ『カードキャプターさくら』第3期OP主題歌
  4. トップをねらえ! メドレー - OVA『トップをねらえ!』OP主題歌「アクティブハート」+挿入歌「トップをねらえ!〜Fly High〜」
  5. ETERNAL BLAZE - TVアニメ『魔法少女リリカルなのはA's』OP主題歌
  6. 禁じられた遊び - TVアニメ『ローゼンメイデン』第1期OP主題歌
  7. 魔法大漢 ブラズァ〜☆ガイ (uneffected version) - 「uneffected」は「ヴォーカルとエフェクトなし」ということ
  8. ハッピー☆マテリアル (uneffected version)
  9. プラチナ (uneffected version)
  10. トップをねらえ! (uneffected version)
  11. ETERNAL BLAZE (uneffected version)
  12. 禁じられた遊び (uneffected version)
  13. POP STAR (uneffected version) - 一般のJ-POP曲だが、替え歌が有名で、インストのみの収録。

## 出演作品

### テレビアニメ
2010年
- スーパーロボット大戦OG -ジ・インスペクター-（女テロリスト、女子ロシスト、情報員）

2011年
- DOG DAYS（2011年 - 2012年、母親、女性コックB、コック）- 2シリーズ
- BLOOD-C（町の住民）

2013年
- ぎんぎつね（泰介の母）

2017年
- サクラダリセット（先生）

2019年
- ドメスティックな彼女（女性教師）

### Webアニメ
- 女子高生信長ちゃん!!（2011年、法子の母）

### ゲーム
- パチンコCD風雲新撰組（露草）

### 吹き替え
- 王朝の陰謀 判事ディーと人体発火怪奇事件（チンアル）
- カウントダウン（エイミー看護師〈ティシーナ・アーノルド（英語版）〉）
- ザ・トーナメント（メアリー）
- パーフェクト・プラン 完全なる犯罪計画（ブリジット）
- ローマンという名の男 -信念の行方-（リン・ジャクソン）

### ドラマCD
- 新説・源氏物語（女房）
- 新説・こころ（奥さん）
- FLESH&BLOODシリーズ（ルシンダ）
- 憂鬱な朝（桂木智之（少年期））

### ナレーション
- 環境省「災害廃棄物の広域処理について」
- 環境省「東京都による岩手県宮古市の災害廃棄物の広域処理」
- （株）プロシーズ eラーニングコンテンツ WEBクリエーター養成講座
- 薬害教育映像コンテンツ「温故知新〜薬害から学ぶ〜」第4弾「サリドマイド」

### 舞台
- 眠れる森の美女 - 女1 役
- あの星空に未来を描け - 院長／星野スミレ 役
- 新国立劇場オペラ リゴレット - 宮廷人 役
- 「いとしの儚」（2007年3月／新国立劇場にて） - お銀 役
- ミュージカル「ギャラクシーエンジェル」　フォルテ・シュトーレン役
  - 第1回：2005年3月／新宿紀伊国屋サザンシアター
  - 第2回：2005年12月／銀座博品館劇場
  - 第3回：2006年12月（ディナーショウ）／サンシャイン プリンスホテル

### テレビ番組
- 「ボディコンコップ」ゴールデン・パピヨン役
- 「GATV」（アニマックス）

### ネットつラジオ
- アニメ魂こえっち 〜ろーど・とぅ・LAP〜（音泉）

#### ゲスト出演
- 名塚佳織のかもさん學園（＃61／2005年11月14日／音泉・BEWE）

## その他
- ブロッコリーブース司会
- ブロッコリー新作発表会 総合司会
- 東京モーターショウ カーメイトブースナレーター
- 東京アニメフェア イベントステージMC
- 次世代ワールドホビーフェア ハドソンブース